# Ricardo Parreira
Ricardo Jorge Marques Proença Parreira Costa, artisticamente conhecido como Ricardo Parreira (20 de Abril de 1986), é um solista de guitarra portuguesa e guitarrista Português.

## Primeiros Anos
Nascido no dia 20 de Abril de 1986, em Paço de Arcos, Ricardo Parreira herda uma forte tradição e ligação ao Fado e à Guitarra Portuguesa, pelos seus laços familiares - o seu pai António Parreira e o seu irmão Paulo Parreira são ambos nomes de referência entre instrumentistas do Fado - e pela constante exposição que o Ricardo teve ao "universo" do Fado, desde a "barriga da mãe" no seu dia a dia na Casa de Fados Parreirinha de Alfama.
Em declarações à revista "A Voz de Paço D'Arcos", Ricardo afirma ainda que foi com o seu pai que começou a explorar as cordas de uma guitarra, "teria uns 5 ou 6 anos", relembrando as cassetes gravadas das várias gravações de António Parreira, que motivaram vários exercícios de imitação. Pouco depois, seguiram-se as primeiras aulas de guitarra e visitas a várias casas de Fado, essenciais na formação do ethos musical de Ricardo.

## A estreia em palco e os primeiros passos como Guitarrista
Aos 13 anos de idade, Ricardo é convidado por Argentina Santos a acompanhá-la em actuações ao vivo, destacando-se os concertos no Museu do Fado e no Coliseu dos Recreios. Já em 2001, é convidado por Hélder Moutinho a apresentar-se, em nome próprio, no Festival "Um Porto de Fado", um evento integrado nas celebrações de Porto 2001, Capital Europeia da Cultura. 
A par dos seus estudos de Guitarra Clássica na Conservatória Nacional, Ricardo Parreira apresentava-se cada vez mais em palco, não só em apresentações a solo como também a acompanhar vários artistas conceitudos do mundo do Fado, como Mafalda Arnauth, Hélder Moutinho, Beatriz da Conceição,  Camané entre outros. Ricardo atingia então o estatudo de uma das maiores promessas da Guitarra Portuguesa, um jovem virtuoso com um futuro brilhante. 

## O encontro com Fernando Alvim e o seu primeiro álbum "Nas Veias de uma Guitarra"
Um dos momentos mais marcantes da carreira de Ricardo Parreira foi a apresentação ao vivo no dia 12 de Agosto de 2005, na Casa da Música, Porto, onde, para além de acompanhar ao vivo o fadista Camané, iria participar numa sessão de "Guitarradas", lado a lado com o aclamado guitarrista de Fado, Fernando Alvim, conhecido "cúmplice" e companheiro do lendário Carlos Paredes.
O encontro ao vivo de Ricardo e Fernando Alvim rapidamente se transformou num convite para vários ensaios entre o jovem prodígio do icónico guitarrista, na casa de Alvim. A cumplicidade e admiração mútua foram crescendo, resultando no álbum "Nas Veias de uma Guitarra", editado em 2007, com o selo da HM Música. O alinhamento do álbum, uma homenagem de Ricardo Parreira à guitarra e à obra de Fernando Alvim, espelhava também algumas das maiores influências do jovem guitarrista, com composições de Armandinho, Carlos Paredes, José Nunes, Afonso Correira Leite e também de Fernando Alvim. 
O álbum "Nas Veias de uma Guitarra" tornou-se então num dos álbuns essenciais para a emergência de novos artistas, intérpretes e compositores de Fado, resultando numa renovação constante do género no nascimento de uma nova geração do Fado. 
Este disco foi considerado pela crítica e fazedores de opinião como um dos mais importantes documentos sobre os grandes compositores da história da guitarra portuguesa dos últimos anos.

## O segundo álbum "Cancionário"
Após a edição de “Nas Veias de uma Guitarra”, em 2007, Ricardo Parreira embarcou numa fase mais aventureira e experimental, explorando outras vertentes da música tradicional e popular portuguesa. Ricardo recruta vários músicos como Joaquim Teles, Micaela Vaz, Vânia Conde, Yami e Marco Oliveira, para a gravação do novo álbum “Cancionário”, onde Ricardo assume a direcção musical.
O álbum “Cancionário” foi apresentado ao vivo no Grande Auditório da Casa da Música, no Porto, seguido de um concerto de apresentação na Praça de Armas do Castelo de São Jorge, concerto inserido no programa da Festa do Fado em 2010.

## Anos recentes
Recentemente, Ricardo Parreira tem-se apresentado em vários palcos, portugueses e internacionais, com os mais variados projectos e artistas, tais como Hélder Moutinho, Gisela João, Mísia, JP Simões, Marco Oliveira, Orquestra Metropolitana de Lisboa, entre outros tantos.  
Dos vários concertos e palco que Ricardo tem pisado nos últimos anos, destacam-se os concertos e apresentações na Casa da Música, no Centro Cultural de Belém, no Teatro São Luiz, em Espanha, Bélgica, Estados Unidos, entre tantos outros palcos.  

## Discografia
- Nas Veias de uma Guitarra (2007)

- Cancionário (2010)